# ميخاس
بلدية ميخاس (بالإسبانية: Mijas) هي بلدية تقع في مقاطعة مالقة التابعة لمنطقة أندلوسيا جنوب إسبانيا.

## الديموغرافيا
بلغ عدد سكان بلدية ميخاس 79.262 نسمة عام 2011 (وفقاً للمعهد الوطني الإسباني للإحصاء).
| 35.423 | 39.302 | 47.565 | 56.838 | 64.288 | 73.787 | 79.262 |